# クレーベック
クレーベック (ドイツ語: Krebeck) は、ドイツ連邦共和国ニーダーザクセン州ゲッティンゲン郡に属す町村（以下、本項では便宜上「町」と記述する）で、ザムトゲマインデ・ギーボルデハウゼンを構成する町村の一つである。この町は2006年に建設750年祭を祝った。
この町はウンターアイヒスフェルトの西端に位置しており、ゲッティンゲンから東に約19kmの位置にある。約2km離れたレンスハウゼン集落もこの町に含まれる。隣接する町村は、エーバーゲッツェン、ボーデンゼー、ヴォルブランツハウゼンである。集落のすぐ脇を、ゲッティンゲンからヘルツベルク・アム・ハルツへ向かう連邦道B27号線が走っている。

## 歴史

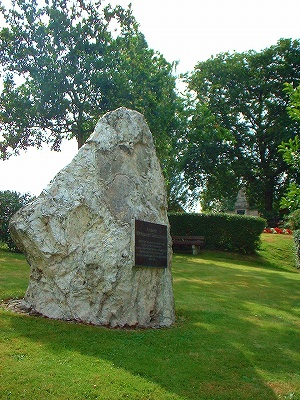
ドイツの地理上の中心点を示す記念碑

この集落は、1256年に「Crebecke」として初めて記録され、後に「Kreybecke」（1340年）と表記されている。この名前はクレーエンバッハ（カラスの小川）またはクラーニヒベッハ（鶴の小川）を意味しており、当時集落の近くの小川に鶴の大群が渡りの途中の休憩にしばしば降り立つのを住民が観ていたことに由来する。1649年までに村の名前表記は、Crebecke（1256年）、Krebecke（1266年）、Kreybecke（1340年）、Grebicke（1649年）と変遷した。このため村の紋章は、青地に飛ぶ鶴が銀で描かれたものである。最初の記録の1256年当時、ヴィデキント・フォン・ベーゼケンドルプはクレーベックの私有地からの収入をヴェーンデ修道院に寄贈していた。5年後の1261年にある主任司祭がこの村の名前で記述されている。1496年にこの村は破門された。この抗争の原因は、主権がアムト・ギーボルデハウゼンの下位にあったクレーベックとザウタールに放牧地を有していたヒルデスハイムの聖ミヒャエル修道院との衝突にあった。リンダウの代官の尽力によって1年後に破門は解かれた。宗教改革の時代、クレーベックの司祭であったフランキスクス・シモンは、改宗したアムト・ギーボルデハウゼンのプロテスタントを「疥癬にかかった羊」と呼んだ。1605年頃になって再び多くの家族がカトリック教会に属すようになった。
ウンターアイヒスフェルトの他の集落同様、クレーベックも三十年戦争と七年戦争で甚大な被害を受けた。さらに1850年にウンターアイヒスフェルト地方で流行したコレラがこの村を襲った。両大戦で49人の住民が亡くなり、9人が行方不明のままとなった。近代には火災もしばしばこの町を苦しめた。1917年5月の大火は10軒の住居と14棟の納屋を焼き、1934年8月には4件の納屋が火災の犠牲となった。1973年からクレーベックは新たに合併したレンスハウゼンとともにザムトゲマインデ・ギーボルデハウゼンの一員となった。
クレーベックには地理上のドイツの中心点がある。

## 行政

### 議会
クレーベックの議会は町長を含め11議席からなる。

### 紋章
図柄: 青地に、金の爪を持ち、飛び立つ銀の鶴が描かれている。その下部には斜めの銀の波帯が描かれている。

## 文化と見所

### 聖アレクサンダー教区教会
カトリックの教区教会聖アレクサンダー教会は、1716年にアイヒスフェルダー・バロック様式で建設された。この建物は、わずかに引きこもった内陣室を持つブンテル砂岩製建造物である。この教会の建設にはチロルの建築職人も参加していた。南壁には建築職人の文字が遺っており、JOAN GEORG KULMAN MAUR MEISTER VON GERRENROT と記されている。ウンターアイヒスフェルト地方の他の教会と同様、この教会にも先行する教会があり、このため教会塔には16世紀の日付が遺されている。一方、塔の屋根として使われている尖った頂部は19世紀に造られたものである。外壁は無個性な簡素な外観で、円いアーチ状窓上部のオークリを目立たせている。教会の守護聖人である聖アレクサンダーの像は塔の入り口上部の窪みにある。教会北側の入り口に要石が嵌め込まれている。これには1716年の完成の日付と8本スポークのマインツの輪が描かれている。鏡型ヴォールトで支えられたホールには、 Lisene （壁を飾る薄い付柱）が施された側壁や十字ヴォールトの珍しい構成を見ることができる。その特殊な点は、内陣室方面の肋材の終端が見えないことである。収蔵品目録はベージュ＝金色の台の中に保存されていた。これはバロック、もしくは後期バロックから古典主義への移行期の時代に造られた3層の大祭壇は、18世紀中頃に、カーブした柱、天使像、花の下げ飾り、貝型装飾や壷が取り付けられた。祭壇像はキリスト十字架像である。脇祭壇の様式はロココである。優美に彩色された毅然としたバロック様式の聖母像が脇祭壇の主像である。

### その他
レンスホイザー・ブラスムジーク、ラウゼベルガー・ビッグ・バンドや、ラウシュギフト、ジャック＆ザ・ダニエルス、ブルー・ヴェルヴェット、ラジオ・アクティブといったバンドが町内で活動している。音楽のハイライトが毎年開催される「オープン・エア・クレーベック」である。このイベントは KSC neV が主催し、クレーベック・スポーツ広場で開催される。
DJK クレーベック、青年会、コルピングスファミリー、カトリック婦人会、MGV「聖ヨーゼフ」クレーベック、消防団、カーニバル実行委員、射撃同友会、スカート・クラブなどのサークルがある。

## 経済と社会資本
クレーベックの経済は昔から農村型手工業に拠っている。1972年に閉鎖されたレンガ工場が、かつては多くのクレーベック住民の収入源となっていた。レンガ工場の設立は1860年にまで遡る。現在この工場跡地には町の乗馬ホールが造られている。